# Clifton Down
Clifton Down − stacja kolejowa w Bristolu na linii kolejowej Severn Beach Line, 6 km od stacji Bristol Temple Meads. Obsługuje dzielnicę Clifton i Bristol Zoo. Budynek stacji jest zabytkiem klasy II. Do lat 70. XX w. do Clifton Down jeździły pociągi wycieczkowe z południowej Walii, zwane złośliwie Monkey Special.

## Ruch pasażerski
Stacja obsługuje ok. 400 730 pasażerów rocznie (dane za rok 2021/2022). Posiada bezpośrednie połączenia z Bristol Parkway, Severn Beach. Pociągi odjeżdżają ze stacji w odstępach godzinnych w każdą stronę.

## Obsługa pasażerów
Przystanek autobusowy, automat telefoniczny. Stacja dysponuje parkingiem samochodowym na 40 miejsc, nie dysponuje parkingiem rowerowym. Odprawa podróżnych odbywa się w pociągu.